# Waldemar Seunig

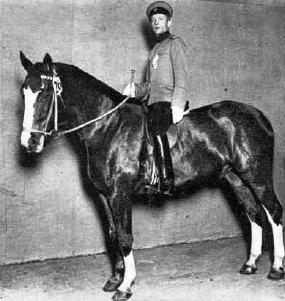
Vladimir Seunig um 1930

Waldemar Seunig, auch Vladimir Seunig (* 8. August 1887 in Treffen Unterkrain; † 25. Dezember 1976 in München) war ein österreichischer Offizier, Sportreiter, Pferdetrainer und Autor.

## Ausbildung
Seunig war der Sohn eines k.u.k.-Offiziers und wuchs auf dem Familiensitz Schloß Stroblhof bei Laibach (heute Ljubljana, Slowenien) auf. Er durchlief die Elementarschule und das humanistische Gymnasium. Mit zwölf Jahren erhielt er vom Vater ersten Reitunterricht. Nach der Matura wechselte er zur Theresianischen Militärakademie in Wiener Neustadt, wo er im Reiten ausgebildet wurde und als Leutnant im 1. Landwehr-Ulanenregiment abging. Von 1913 bis 1914 wurde er zum Militär-Reitlehrerinstitut nach Wien abkommandiert.

## Reiterkarriere
Von 1914 bis 1918 war Seunigs Regiment im Ersten Weltkrieg im Einsatz. Seunigs letzter dortiger Dienstrang war Rittmeister. 1921 und 1922 war Seunig Gast an der französischen Kavallerieschule Saumur und übernahm im Anschluss daran von 1922 bis 1932 das Amt des Hofstallmeisters am Königshof in Belgrad. Er besuchte Deutschland jedes Jahr und nahm an zahlreichen internationalen Turnieren teil. 1924 war Seunig Mitglied der jugoslawischen Mannschaft bei den Olympischen Spielen in Paris und wurde 24. in der Dressur. 1926 und 1927 war er Schüler der Spanischen Hofreitschule in Wien und absolvierte im Laufe der Jahre Studienaufenthalte in England, Schweden, Italien und Finnland.
Auf eigenen Wunsch verließ er 1932 den jugoslawischen Königshof und betrieb von 1933 bis 1941 einen Reitstall in Laibach (Ljubljana). Daneben veröffentlichte er zahlreiche Artikel in deutschen Fachzeitschriften. 1931 heiratete er seine Frau Marion und hatte mit ihr zwei Söhne, denen er später sein Hauptwerk „Von der Koppel bis zur Kapriole“ widmete. Dieses Buch wurde für eine ganze Reitergeneration richtungsweisend und sein Titel wurde zu einem geflügelten Wort.
Im Zweiten Weltkrieg diente Seunig als Offizier. Nach Kriegsende (der Familiensitz Schloß Stroblhof war zerstört) emigrierte die Familie über Österreich nach Bayern, wo sie sich in Ansbach niederließ. Seunig veröffentlichte mehrere Fachbücher im Bereich Reiten.
1961 zog die Familie nach München und Seunig bildete dort sein letztes eigenes Pferd, die Lipizzanerstute Melodie, bis zur Hohen Schule aus. Seine Lehrtätigkeit führte ihn oft ins Ausland, er unterrichtete in Hawaii und Kanada, der Schweiz, den USA und anderen Ländern. Es entstanden weitere Bücher, von denen „Reitergedanken“ und „Meister der Reitkunst und ihre Wege“ stellvertretend genannt seien. Er unterrichtete unentgeltlich bis zu seinem Tode am Weihnachtstag 1976.

## Publikationen
- Reitlehre von heute. Eine Schule in Briefen,  Verlag Erich Hoffmann, 1956
- Nur zu meinem Vergnügen. Ein Pferdebuch von allen Seiten, Verlag: Erich Hoffmann, 1964
- Von der Koppel bis zur Kapriole. Die Ausbildung des Reitpferdes. Mit einem Nachwort von Bertold Schirg. 2. Nachdruck der Ausgabe Berlin 1943, Hildesheim usw. 2001 (Documenta Hippologica), ISBN 3-487-08348-5
- Reitergedanken
- Meister der Reitkunst und ihre Wege, ISBN 978-3-489-62532-2
- Marginalien zu Pferd und Reiter, ernst und heiter, ISBN 978-3-930953-70-7
- Am Pulsschlag der Reitkunst, ISBN 3-7740-0435-8